# مجموعة بوتيك
مجموعة بوتيك هي مجموعة متخصصة في الضيافة الفاخرة أعلن ولي العهد السعودي الأمير محمد بن سلمان عن إطلاقها في 20 يناير 2022، وتهدف إلى تطوير وإدارة وتشغيل سلسلة من القصور التاريخية والثقافية الشهيرة في السعودية وتحويلها إلى فنادق بوتيك، لإحياء التراث الوطني.

## مستهدفات المشروع
تستهدف المرحلة الأولى من المشروع تطوير ثلاث وجهات تاريخية، وهي: قصر الحمراء في جدة، الذي سيضم 77 غرفة تشمل 33 جناحاً فاخراً و44 فيلا فاخرة، وقصر طويق بالرياض الذي سيضم 96 غرفة تشمل 40 جناحاً فاخراً و56 فيلا فاخرة، إضافة إلى القصر الأحمر في الرياض، الذي سيحتوي على 71 غرفة تشمل 46 جناحاً فاخراً و25 غرفة ضيافة فاخرة.